# Gachnang
Gachnang Là một đô thị ở huyện Frauenfeld, bang Thurgau, Thụy Sĩ. Diện tích là 9,7 km2.